# 387 Aquitania
387 Aquitania је астероид главног астероидног појаса. Приближан пречник астероида је 100,51 km,
а средња удаљеност астероида од Сунца износи 2,737 астрономских јединица (АЈ).
Инклинација (нагиб) орбите у односу на раван еклиптике је 18,138 степени, а орбитални период износи 1654,552 дана (4,529 године). Ексцентрицитет орбите астероида износи 0,237.
Апсолутна магнитуда астероида износи 7,41 а геометријски албедо 0,190.
Астероид је откривен 5. марта 1894. године.